# Andrés Benkö Kapuváry
Andrés José Benkö Kapuváry (Budapest, 2 de diciembre de 1943) es un académico húngaro naturalizado chileno y paraguayo. Vivió en Austria (1945), en Argentina (1948) y luego en Chile (1953) donde obtuvo la nacionalidad chilena por mérito deportivo en Esgrima, en 1966. En 1990 fundó la Universidad Americana en Paraguay y varias instituciones de enseñanza y empresas en Argentina, Brasil, Uruguay y Chile. Fue Consultor de Naciones Unidas e innumerables organizaciones y empresas. Entre ellas Fundación Chile. En 2006 obtuvo la naturalización paraguaya que le fue otorgada por méritos académicos. También posee la carta de nacionalización  argentina al llegar de Hungría en 1948.
Ha publicado dos libros de su autoría, el primero de ellos se titula “El Capital Intelectual y la Gestión del Conocimiento en Educación Superior” Archivado el 3 de marzo de 2016 en Wayback Machine. (2007) y la segunda recientemente  “Liderazgo para el éxito con inteligencia emocional y responsabilidad social” (2010).

## Biografía
Doctor en Economía y Administración por la Universidad de Sevilla – España (2007) título obtenido con la máxima calificación (Sobresaliente, Cum laude –por unanimidad por parte del Tribunal Superior, con el trabajo de investigación titulado “El Capital Intelectual y la Gestión del Conocimiento en Educación Superior). Un estudio de Caso de la Universidad Americana”.
Además es máster en Administración de Empresas y realizó una especialización en Liderazgo en la Universidad de Harvard, Estados Unidos (1998) y otra en Planificación Estratégica, Unesco, París, Francia (1999).

## Reconocimientos y distinciones
Destacado conferencista en numerosos eventos internacionales; consultor de Naciones Unidas, Comunidad Económica Europea, OEA y Asesor del Ministro de Economía. Durante su trayectoria personal y profesional recibió varias distinciones:
- Campeón de Chile y campeón de varios torneos internacionales en Esgrima-Sable
- Vicecampeón Sudamericano de Esgrima por Chile en Argentina y Colombia
- Medalla al Mérito Deportivo Internacional, Chile (1974)
- Título de Caballero de la Orden de Vitez – Hungría (1991)
- Líder Empresarial, Forum de Líderes del MERCOSUR Brasil (1999)
- Medalla al Mérito, San Ladislao – Hungría (2003)
- Doctor honoris causa en Educación, Consejo Iberoamericano Perú (2004)
- Business Leadership – World Confederation of Businesses – EE. UU. (2007)
- Doctor honoris causa en Educación por la Universidad de Aquino, Bolivia (2001)
- Medalla a la Integración Latinoamericana, Brasil (2002)
- Medalla al Mérito, San Ladislao, Hungría (2003)
- Doctor honoris causa en Educación por el Consejo Iberoamericano, Perú (2004)
- Amigo Internacional del Año, Cruzada Mundial de la Amistad, Asunción (2005)
- Embajador de la Paz, “International Federation for World Peace”, Corea (2006)
- Premio Máster Calidad Sudamericana, Brasil 2006 y 2007
- Máster in Business Leadership
- Medalla de Honor de (Aladi) Asociación Latinoamericana de Integración, Uruguay (2008)
- Medalla de Honor “Top 100 Educators”, Cambridge, Inglaterra (2008)
- Medalla de Honor “American Biographical Institute, EE. UU (2009)
- Medalla de Oro Doctores en Economía de España (2010)
- Distinguido (2011) "Por su valioso apoyo de becas universitarias a jóvenes talentos de escasos recursos" (enlace roto disponible en Internet Archive; véase el historial, la primera versión y la última)..
- Director de la Cámara de Comercio Chilena-Húngara
- Cónsul Honorario de Paraguay en Valparaíso, Chile.
- Consultor Internacional en Gestión Empresarial/Empresas Familiares.
- Presidente de American Leader Group S.A.

## Iniciativas
Su liderazgo y visión lo llevó a fundar y crear INCADE (1991) y la Universidad Americana (1995), ambas en Paraguay, de las cuales ha sido Rector y Presidente del Consejo Superior hasta el año 2013. Como así también otras doce instituciones en Argentina, Brasil, Chile y Uruguay, entre ellas: Colegio American; American Language Center; Cámara Paraguaya de Empresas Familiares; INCADE de Argentina, American Leader Group de Chile y la Asociación de Universidades Privadas del Mercosur más Bolivia y Chile – ASUPRIM. Además fundador del Centro de Liderazgo Estratégico del Paraguay (2008) en Red Mundial desde 2011.
Es miembro del Consejo Latinoamericano de Escuelas de Administración y del FORUM de líderes del MERCOSUR. Participó en la Cumbre Mundial de Presidentes de Universidades en: Bangkok – Tailandia 2006 y en Belgrado – Serbia 2009. Es Past President de la Asociación Paraguaya de Universidades Privadas (APUP, 2006).